# Zealaranea
Zealaranea là một chi nhện trong họ Araneidae.